# Algutsrum
För andra betydelser, se Algutsrum (olika betydelser).
Algutsrum är en tätort och kyrkby i Algutsrums socken i Mörbylånga kommun i Kalmar län, belägen på västra Öland i anslutning till Färjestaden och Ölandsbron. SCB hade före 2015 för bebyggelsen i orten avgränsat både en tätort och en från denna separat småort, båda med namnet Algutsrum. 

## Befolkningsutveckling
| Befolkningsutvecklingen i tätorten Algutsrum 1980–2020                                                               | Befolkningsutvecklingen i tätorten Algutsrum 1980–2020 | Befolkningsutvecklingen i tätorten Algutsrum 1980–2020 | Befolkningsutvecklingen i tätorten Algutsrum 1980–2020 | Befolkningsutvecklingen i tätorten Algutsrum 1980–2020 |
| --- | ------------------------------------------------------ | ------------------------------------------------------ | ------------------------------------------------------ | ------------------------------------------------------ |
| |                                                        |                                                        |                                                        |                                                        |
| År |                                                        |                                                        | Folkmängd                                              | Areal (ha)                                             |
| 1980 | 1980                                                   |                                                        | 217                                                    |                                                        |
| 1990 | 1990                                                   |                                                        | 472                                                    | 46                                                     |
| 1995 | 1995                                                   |                                                        | 496                                                    | 47                                                     |
| 2000 | 2000                                                   |                                                        | 511                                                    | 48                                                     |
| 2005 | 2005                                                   |                                                        | 499                                                    | 51                                                     |
| 2010 | 2010                                                   |                                                        | 532                                                    | 57                                                     |
| 2015 | 2015                                                   |                                                        | 862                                                    | 175                                                    |
| 2020 | 2020                                                   |                                                        | 871                                                    | 175                                                    |
| Anm.: Ny tätort 1980. Införlivade 2015 småorterna Hult, Norrgärdet och Törnbotten samt småorten Algutsrum (se nedan) |                                                        |                                                        |                                                        |                                                        |

| Befolkningsutvecklingen i småorten Algutsrum 1990–2010 | Befolkningsutvecklingen i småorten Algutsrum 1990–2010 | Befolkningsutvecklingen i småorten Algutsrum 1990–2010 | Befolkningsutvecklingen i småorten Algutsrum 1990–2010 | Befolkningsutvecklingen i småorten Algutsrum 1990–2010 |
| ------------------------------------------------------ | ------------------------------------------------------ | ------------------------------------------------------ | ------------------------------------------------------ | ------------------------------------------------------ |
|                                                        |                                                        |                                                        |                                                        |                                                        |
| År                                                     |                                                        |                                                        | Folkmängd                                              | Areal (ha)                                             |
| 1990                                                   | 1990                                                   |                                                        | 51                                                     | 11#                                                    |
| 1995                                                   | 1995                                                   |                                                        | 51                                                     | 11#                                                    |
| 2000                                                   | 2000                                                   |                                                        | 55                                                     | 11#                                                    |
| 2005                                                   | 2005                                                   |                                                        | 55                                                     | 11#                                                    |
| 2010                                                   | 2010                                                   |                                                        | 61                                                     | 11#                                                    |
| Anm.: uppgick i tätorten 2015 # Som småort.            |                                                        |                                                        |                                                        |                                                        |

## Samhället
Här ligger Algutsrums kyrka, som är den kyrka som är högst belägen av alla 34 kyrkor på Öland. Den är senast ombyggd 1822, men har anor från 1100-talet, och dess torn syns väl från Ölandsbron. Från kyrktornet har man en milsvid utsikt över Öland.

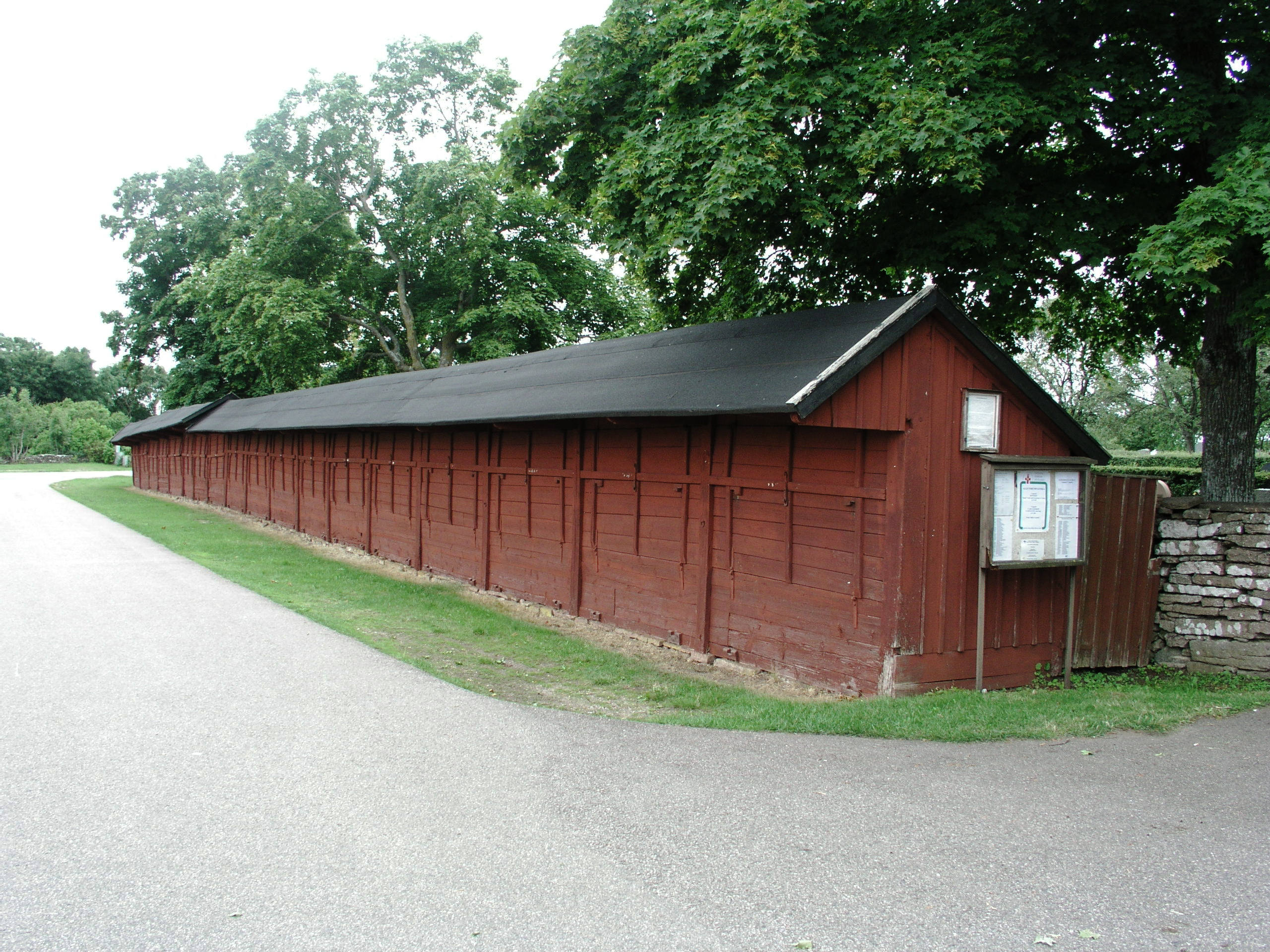
Marknadsbodar från 1700-talet utanför kyrkan.

## Näringsliv
I Algutsrum finns några mindre småföretag samt mycket jordbruk.
I närheten av Algutsrum finns en 150 m hög mast för tv och radio, som även den syns från Ölandsbron och kusten på fastlandet.
Strax utanför Algutsrum ligger naturreservatet Jordtorpsåsen.

## Evenemang
I Algutsrum finns en hembygdsförening som, tillsammans med skytteföreningen och idrottsföreningen, ordnar aktiviteter såsom "Algutsrum på fötter" och "Algutsrums marknad", som anordnas sista fredagen i juni och första fredagen i oktober. Algutsrums marknad har pågått varje år sedan 1700-talet, även om det numera inte handlas med boskap och hästar utan mer tidstypiskt godis och krimskrams.